# جیمز فوکنر (بازیگر)
جیمز فوکنر (انگلیسی: James Faulkner؛ زادهٔ ۱۸ ژوئیهٔ ۱۹۴۸) بازیگر و صداپیشه اهل بریتانیا است.

## فیلم‌شناسی
- The Great Waltz (۱۹۷۲)
- The Abdication (۱۹۷۴)
- Conduct Unbecoming (۱۹۷۵)
- Whispering Death (۱۹۷۶)
- Zulu Dawn (۱۹۷۹)
- Flashpoint Africa (۱۹۸۰)
- Priest of Love (۱۹۸۱)
- Eureka (۱۹۸۳)
- ناپلئون (۱۹۹۱)
- Carry On Columbus (۱۹۹۲)
- Crimetime (۱۹۹۶)
- Burning Down the House (۲۰۰۱)
- خاطرات بریجت جونز (۲۰۰۱)
- I Capture the Castle (۲۰۰۳)
- نکته باریک (۲۰۰۴)
- مأمور کدی بنکس ۲: مقصد لندن (۲۰۰۴)
- Colour Me Kubrick (۲۰۰۵)
- The Conclave (۲۰۰۶)
- چوپان خوب (۲۰۰۶)
- هیتمن (۲۰۰۷)
- بن هور (۲۰۱۰)
- مردان اکس: کلاس اول (۲۰۱۱)
- شیاطین داوینچی (۲۰۱۳)
- دانتون ابی (۲۰۱۴)
- پرتره نهایی (۲۰۱۷)
- پولس، حواری مسیح (۲۰۱۸)
- رئیس ایستگاه (۲۰۲۴)